# Sveti Križ (Tuhelj)
 Sveti Križ  falu Horvátországban Krapina-Zagorje megyében. Közigazgatásilag Tuheljhez tartozik.

## Fekvése
Zágrábtól 35 km-re északnyugatra, községközpontjától  2 km-re délkeletre a Horvát Zagorje északnyugati részén fekszik.

## Története
A településnek 1857-ben 453, 1910-ben 680 lakosa volt. Trianonig Varasd vármegye Klanjeci járásához tartozott. A településnek 2001-ben 495 lakosa volt.

## Nevezetességei
A Szent Kereszt tiszteletére szentelt kápolnája 1500 körül épült gótikus stílusban. A 18. században bővítették, 1831-ben késő barokk stílusban építették át, ekkor nyerte el mai formáját. Az egyhajós, késő barokk stílusú kápolna egy félreeső területen, egy domb tetején található. A kápolna egy négyszögletes hajóból, egy keskeny, téglalap alakú szentélyből és tőle délre egy sekrestyéből áll. Az egyszerű külsőt háromoldalú homlokzat uralja, fölötte egy kis harangtorony látható.  A profilozás részletei klasszicista formájúak, ami megfelel az építés késői időpontjának. Különösen fontos a kápolna tájképi jelentősége.

## Külső hivatkozások
Tuhelj község hivatalos oldala